# Software as a service
 (mars 2022).
Logiciel en tant que service

L'ensemble des couches techniques sont prises en charge par le fournisseur de services dans le cas d'un cloud de type SaaS.

Le software as a service (SaaS) ou logiciel en tant que service est un modèle d'exploitation commerciale des logiciels dans lequel ceux-ci sont installés sur des serveurs distants plutôt que sur la machine de l'utilisateur. Les clients ne paient pas de licence d'utilisation pour une version, mais utilisent librement le service en ligne ou, plus généralement, payent un abonnement.
Les principales applications actuelles de ce modèle sont [citation nécessaire]:
- le gestionnaire de relation client (CRM) ;
- les solutions de création de site commerce en ligne ;
- la visioconférence ;
- la gestion des ressources humaines ;
- les communications unifiées[1] ;
- la messagerie et les logiciels collaboratifs ;
- la gestion des achats ;
- la gestion électronique de documents (GED).

Le SaaS est donc la livraison conjointe de moyens, de services et de savoir-faire qui permettent aux entreprises d'externaliser intégralement un aspect de leur système d'information (messagerie, sécurité…) et de l'assimiler à un coût de fonctionnement plutôt qu'à un investissement. Le contrat de services est essentiel pour définir le niveau de qualité de service (SLA).
Le SaaS peut être vu comme l'équivalent commercial de l'architecture orientée services (SOA).

## Historique
Le terme SaaS (logiciel en tant que service) remplace les termes application service provider (ASP) ou encore « on demand », précédemment employés. Il apparait le 28 février 2001, dans un article « Strategic Backgrounder: Software As A Service » publié par The Software & Information Industry's (SIIA) eBusiness Division, édition de Washington DC.
La différence entre le logiciel en tant que service (SaaS) et les précédents modèles tels que ASP réside dans le fait que les applications s’appuyant sur ce modèle sont nativement conçues pour l'accès via Internet. Précédemment, il s’agissait en général d’un frontal web appliqué à des applications traditionnelles.
En 2007, le marché des logiciels en tant que service (SaaS) est estimé à près de 5 milliards de dollars US dans le monde et 122 millions d'euros en France. Une étude de Gartner Group prédisait alors le doublement du marché d'ici 2011. En 2010, la progression s'avère plus modeste que prévu et les prévisions sont revues à la baisse. En 2013, le marché des solutions en mode SaaS est évalué à près de 2 milliards d'euros en intégrant les services annexes (conseil, formation, paramétrage des solutions, intégration à l'existant…) ainsi que les revenus réalisés en France par des fournisseurs basés hors du territoire.
Le marché mondial du SaaS a connu une expansion significative au fil des ans, portée par l'adoption croissante de solutions cloud dans tous les secteurs. En 2024, le marché mondial du SaaS devrait atteindre 317,55 milliards de dollars et 1 228,87 milliards de dollars d'ici 2032, reflétant son rôle croissant dans la transformation numérique et les opérations des entreprises. Cette croissance est alimentée par les progrès de l'intelligence artificielle, de l'automatisation et la demande de solutions logicielles évolutives et par abonnement.

### Evolutions et généralisation de l'adoption
À ses débuts, le modèle SaaS a principalement bénéficié au grand public en offrant un accès simplifié à des logiciels via le cloud, sans installation locale ni maintenance technique. Cette accessibilité a permis de démocratiser l’usage d’outils informatiques à grande échelle. On pense ici à des logiciels de bureautique, ou encore des jeux en ligne par exemple.
Au fil du temps, l’adoption du SaaS s’est accélérée dans les entreprises. Ce mouvement s’est amplifié avec la généralisation du télétravail, notamment à partir de 2020. La pandémie de COVID-19 a obligé de nombreuses organisations à recourir à des solutions accessibles à distance pour maintenir leur activité. Le modèle SaaS est ainsi devenu un standard pour les logiciels de collaboration, de productivité, de gestion des ressources humaines ou encore d’analyse de données.
L'un des principaux domaines où le SaaS a un impact significatif est la gestion des ressources humaines, notamment l'automatisation des processus d'intégration et de départ des employés. Les logiciels RH cloud permettent aux organisations de rationaliser le recrutement, la vérification des documents, la formation et la gestion des accès lors de l'intégration. De même, les processus de départ, notamment la révocation des accès aux systèmes, les entretiens de départ et les règlements finaux, peuvent être automatisés, garantissant ainsi conformité et efficacité. Les développements futurs des solutions SaaS RH devraient intégrer des analyses améliorées basées sur l’IA, des expériences personnalisées pour les employés et une intégration avec des outils de gestion des effectifs pour améliorer la prise de décision et l’agilité opérationnelle.

## Sécurité et conformité
La sécurité des données et la conformité réglementaire sont des préoccupations majeures dans le modèle SaaS. Les fournisseurs doivent garantir la protection des informations sensibles, notamment en mettant en œuvre des mesures telles que le chiffrement des données, l'authentification multifactorielle et des audits réguliers. La conformité au Règlement général sur la protection des données (RGPD) est essentielle pour les services opérant en Europe. 
En complément du RGPD, le règlement européen sur les données (« Data Act »), adopté en 2023, renforce les obligations des fournisseurs SaaS en matière de portabilité des données, de transparence et d'interopérabilité. 
Par ailleurs, les accords de niveau de service (SLA) définissent les engagements des fournisseurs en matière de disponibilité, de performance et de support, offrant ainsi une transparence et une responsabilité accrues envers les clients.

## Types de fournisseurs
Il y a typiquement quatre formes d'entreprises ASP (application service provider) :
- l'ASP spécialiste ou fonctionnel : fournit une application seule, comme le processus de paiement par carte de crédit ;
- l'ASP vertical : fournit une solution sous forme de package pour un type de clients spécifiques comme les dentistes ;
- l'ASP entreprise : fournit un spectre complet de solutions ;
- l'ASP local : fournit aux PME des services dans une zone géographique limitée.

## Evolution de fournisseurs
Le modèle SaaS s’est imposé comme une norme dominante dans le secteur des technologies de l’information[réf. souhaitée]. Son adoption généralisée pousse l’ensemble des éditeurs de logiciels, des start-ups aux grandes entreprises, à proposer leurs services sous cette forme. 
Les premiers fournisseurs de solutions SaaS ont été des startups de l'internet, « jeunes » entreprises innovantes comme Yahoo et Google (Webmail) ou Amazon[réf. nécessaire].
Des entreprises comme SalesForce (CRM à la demande) et Google (Google Apps) ont adapté ce type d'offre au monde professionnel en B2B, pour un certain nombre d'entre elles en s'appuyant sur l'offre Cloud Computing de Amazon EC2.
Depuis 2009, les éditeurs « historiques » comme IBM, Microsoft, HP, Sage, SAP, Oracle…  et beaucoup d'autres éditeurs logiciels, proposent des offres en mode SaaS. À titre d'exemple, Microsoft propose Microsoft Office 365 qui intègre des produits de communication et de collaboration (Exchange, SharePoint, Live Meeting, Communications Server) hébergés dans des centres de traitement de données gérés par l'éditeur, et Oracle propose NetSuite qui, depuis 1996, comprend une solution complète ERP, CRM et E-commerce.
Cette dynamique reflète un changement structurel profond du marché, où le SaaS est devenu incontournable pour rester compétitif. De nombreux fournisseurs ne développent désormais plus que des applications natives SaaS, en raison de la demande des entreprises pour des solutions accessibles, évolutives et basées sur l’abonnement.